# 土耳其行棋傀儡

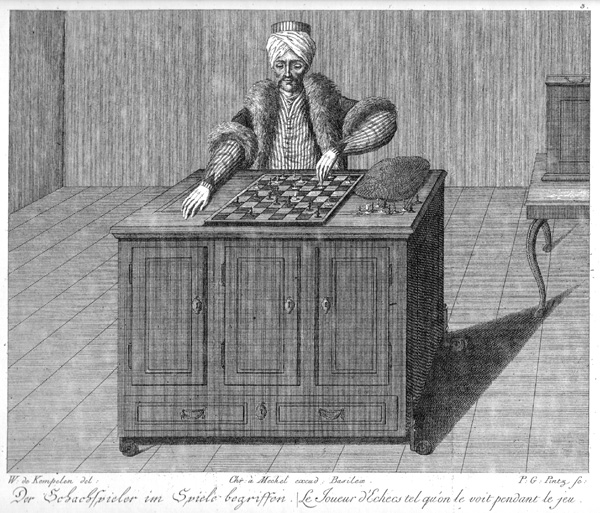
土耳其行棋傀儡的版画，来自1784年卡尔·戈特利布·冯·温迪施的作品《无生命的原因》

土耳其行棋傀儡是18世纪晚期的一个自动下棋装置，但后来被证明是一场骗局。它是奧地利的沃尔夫冈·冯·肯佩伦在1770年为取悦玛丽娅·特蕾西娅女大公而建造并展出的，可以击败人类棋手，以及执行骑士巡逻，就是将马放在棋盘上，使它走遍棋盘上每一格。
土耳其行棋傀儡是根据其外观而命名的，实际上是一个假象，让一名人类棋手藏在里面操作机器。由于藏在里面的棋手都是高手，因此傀儡赢了大部分棋局。它从1770年首次展览到1854年毁于大火的84年期间，被带到欧洲和美洲各地展览，击败了不少挑战者，包括拿破仑·波拿巴和本杰明·富兰克林等政治家。虽然许多人都曾怀疑过傀儡里面有人，但其秘密直到1857年才在《国际象棋月刊》（《The Chess Monthly》）中被正式揭露。

## 建造

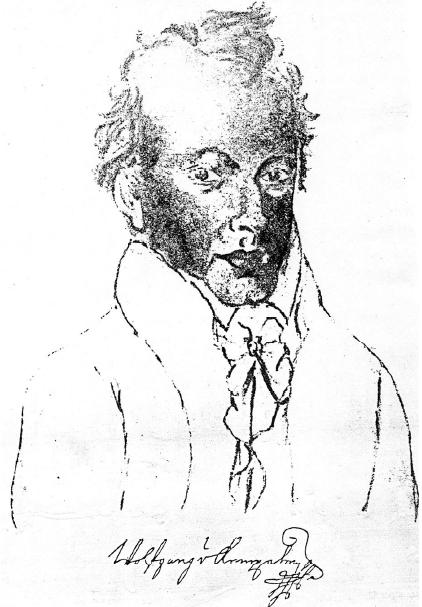
土耳其行棋傀儡的建造者肯佩伦的木炭自画像

土耳其行棋傀儡最初的灵感是来自美泉宫玛丽娅·特蕾西娅殿的一场表演，那里弗朗索瓦·佩勒蒂埃正在表演魔术。表演结束后，肯佩伦答应自己也制造一个史无前例、空前绝后的魔术。

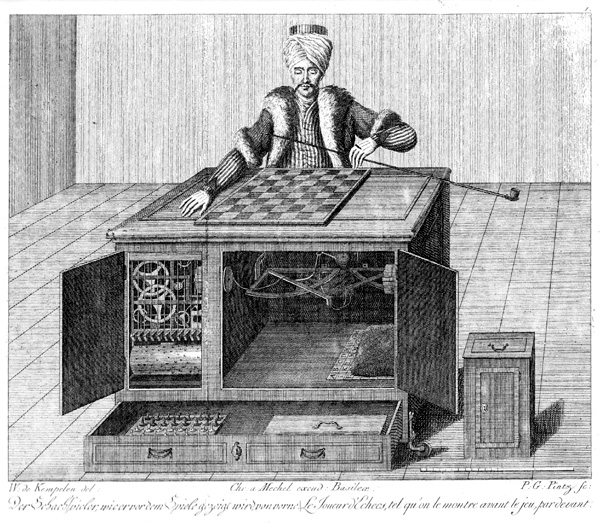
土耳其行棋傀儡的铜雕。注意到图像的右下角有一把尺子，用来确定傀儡的尺寸。肯佩伦是个雕刻家，这幅图像可能是他自己画的。

肯佩伦所说的魔术，是一个自动下棋装置，就是现在所说的土耳其行棋傀儡。傀儡的头和躯干大小如真人般，胡须呈黑色，眼睛呈灰色，身穿土耳其长袍，头上戴着头巾—传统东方巫师的服饰，据撰稿人、作家Tom Standage所说。傀儡的左臂拿着一根长长的土耳其煙，而右手则放在一个三英尺半〔110厘米〕长、两英尺〔60厘米〕宽、两英尺半〔75厘米〕高的大櫃子上。柜子上面放着一张十八平方英寸〔约116平方厘米〕的棋盘。櫃子前面有三扇门、一个孔，以及一个装有红色和白色象牙棋子的抽屉。

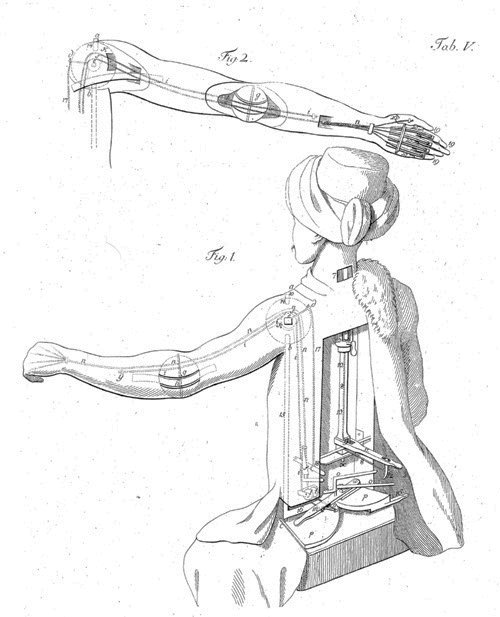
土耳其行棋傀儡操作方式的图解。傀儡的各个部分由一人通过内部的杠杆和机械来操控。这幅图的尺寸是由Racknitz计算出来的，并不准确，如果按照图中的方式来制造机器，是不可能的。

机器的内部非常复杂，目的是故意误导观众。从左边打开时，可以看到一些类似钟表结构的齿轮。如果櫃子的后门也同时打开，就可以通过櫃子看到对面。櫃子的另一边则没有什么精密机械，只有一个红色的垫子和一些可拆装的部分，以及一些黄铜结构。在傀儡的长袍的下方，还隐藏着两扇门。打开这些门，也可以看到许多齿轮。采用这种设计，即使把所有的门都打开，仍然无法识破假象。
左面的钟表结构和装棋子的抽屉都没有一直延伸到对面；它们只延伸到櫃子的三分之一。櫃子裏还安装了一个可滑动的座位，可以让操纵者自由滑动，这样当依次把各扇门打开给人们展示时，操纵者便可避过人们的观察。座位滑动时，旁边的机械便滑下，把操纵者进一步隐蔽。
柜子上面的棋盘很薄，可以由磁铁来操控。每个棋子底下都连着一小块磁铁，棋子移动时磁铁也跟着移动，这样操纵者在里面就可以看见哪个棋子移动了。而棋盘的底部则刻着相应的数字1到64，让操纵者知道哪些位置受到了影响。櫃子里面的磁铁特意摆放在一个特殊的位置，使得尽量不受外界磁场的影响。对局时，肯佩伦经常把一块大磁铁放在旁边，以证明外界的磁场无法影响装置的运作。
为了进一步误导观众，櫃子上面还放着一个棺材形状的小木盒。后期的物主約翰·內波穆克·梅爾策爾未曾使用过这个盒子，而肯佩伦则常常在对局时往盒子裏窥视，好像这个盒子控制着机器的某些方面似的。人们相信这个盒子有神奇的力量，卡尔·戈特利布·冯·温迪施在他1784年的作品《无生命的原因》（《Inaminate Reason》）中写道：“一位老太太，忘不了青年时听到的故事……躲在了窗户旁边的座位下，离那占据着机器的邪气远远的。”

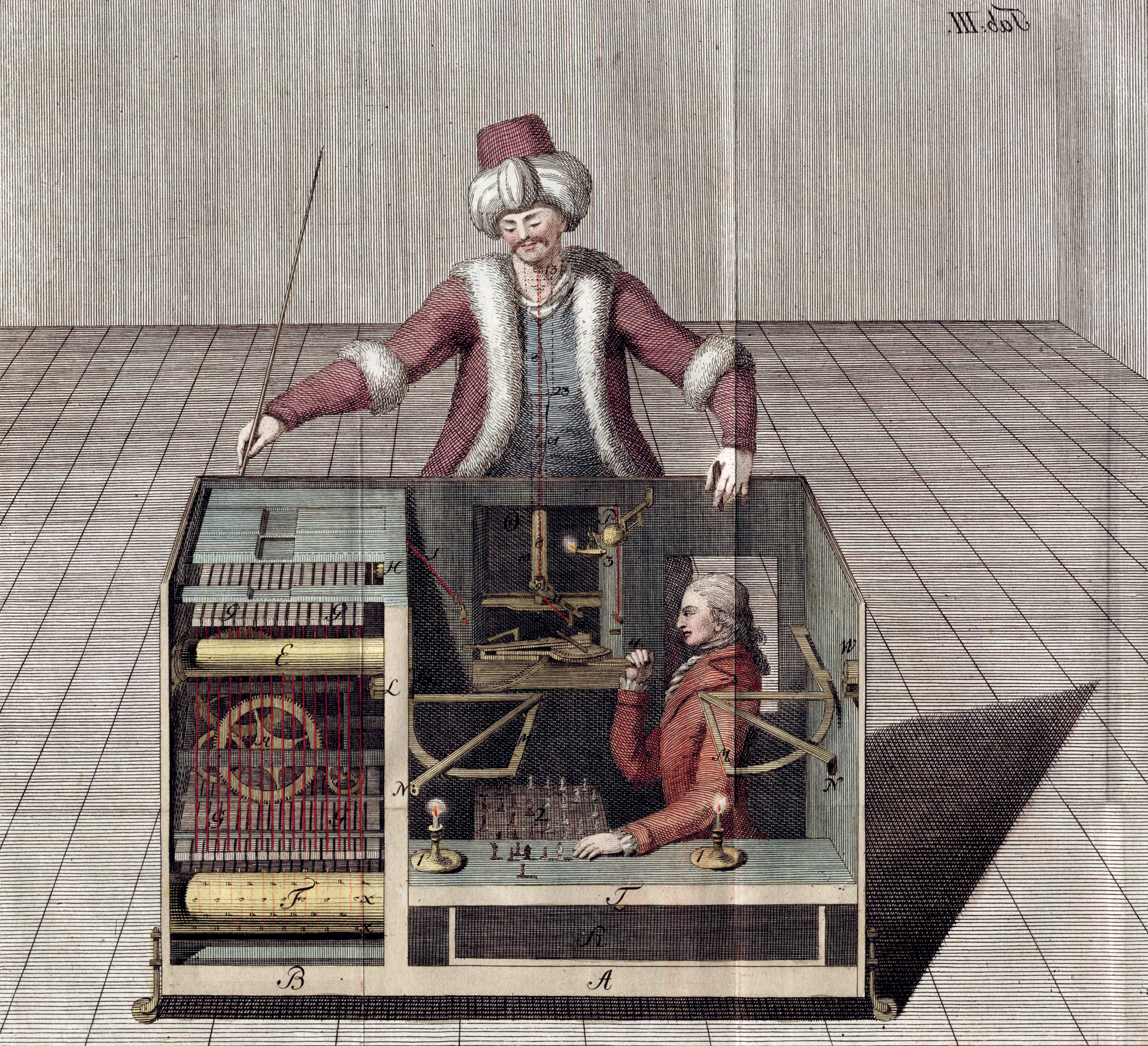
傀儡的横截面，由Racknitz所绘制，他觉得操纵者就是这样坐在里面操控机器的。但是他把操纵者的位置以及傀儡的尺寸都画错了。

机器的内部还有一个穿孔的棋盘，与可以控制傀儡左臂的杠杆相连。动臂装置的金属指针在内部的棋盘上移动，同时傀儡的手臂也跟着移动。这一系列的动作可以让操纵者把傀儡的胳膊移上移下，而转动杠杆就可以让傀儡的手一张一合，把棋子拿起。机器裏还安装了通风系统、照明用的蜡烛、能够发出钟声的装置，以及使傀儡作出面部表情的装置，以进一步增加假象。后来梅尔泽尔还安装了一个话匣子，可以让傀儡在对局时喊“Échec!”（法语“将军”）。
机器里面的操纵者还可以与外面的人通话。櫃子里面和外面分别有两个带号码的铜盘，用木棒把铜盘转到特定的号码就可以进行交流。

## 展出
六个月之后，土耳其行棋傀儡于1770年在美泉宫首次露面。肯佩伦立刻通报朝廷，把他建造的傀儡拿给朝廷看，并开始进行展出。每一次展出，肯佩伦都首先把柜子的门和抽屉打开，让观众仔细观察。然后，肯佩伦就宣布，傀儡已经准备好要下棋了。

肯佩伦告诉挑战者，傀儡将执白棋，并走第一步。每走完一步，傀儡都会把左臂放在垫子上。如果傀儡下一步要吃掉对方的，就会点头两下，如果要吃掉对方的王，就会点头三下。如果对方犯规，傀儡就会摇摇头，把犯规的棋子放回原位，并自己走一步。路易·迪唐斯，一位观看过傀儡展览的旅客，试图捉弄傀儡，“像移动马那样来移动后，但对手没有上当；他把我的后拿起，放回了原来的位置。”肯佩伦特意让观众把磁铁、铁块、天然磁石带来，看看机器是不是用磁铁操控的。第一个跟傀儡下棋的人是Count Ludwig von Cobenzl，一位奥地利宫廷裏的大臣。与当天的其他挑战者一样，他被迅速击败，旁观者们都说傀儡下棋顶呱呱，一般三十分钟之内就把对手打败了。

土耳其行棋傀儡执行的骑士巡逻。由于其路线是一条闭路，因此从棋盘上任何一点开始都能完成巡逻。

除了下棋外，傀儡还能执行骑士巡逻，一个著名的国际象棋难题，就是将马放在棋盘上，使它走遍棋盘上每一格。当时大部分有经验的棋手仍然对这个问题感到头痛，但傀儡从任何一个格子开始都能轻而易举地完成巡逻，这是因为事先在机器内部布置好了一幅图。
土耳其行棋傀儡还能用字母板和观众对话。傀儡在美泉宫展览的时候，里面的操纵者（具体身分未知）能用英语、法语和德语来进行对话。卡尔·弗里德里希·兴登堡，一位数学家，记录了傀儡在莱比锡展览时的对话，并于1789年出版了一本书，叫做《Über den Schachspieler des Herrn von Kempelen und dessen Nachbildung》（《肯佩伦先生的棋手及其复制品》）。傀儡提出和回答的问题包括年龄、婚姻状况，以及秘密工作等。

## 欧洲之旅
自从首次露面以来，土耳其行棋傀儡立刻引起了全欧洲的关注。然而，肯佩伦还有其他事情要做，老是避免举办展览，常常谎称机器坏了需要修理。冯·温迪施写道，肯佩伦“拒绝了朋友们，以及全世界的人们对这台名声远扬的机器的恳求。”在美泉宫首次展出后的一个年代裏，傀儡只跟罗伯特·默里·基思，一名苏格兰贵族下了一盘棋，然后肯佩伦甚至把机器拆卸了。肯佩伦把他的发明比喻为“一首短暂的插曲”，没有因机器受人欢迎而感到高兴，宁可继续研究蒸汽机和发声装置。
1781年，约瑟夫二世皇帝命令肯佩伦把傀儡重建，并带到维也纳，迎接保罗一世的到访。这次出现十分成功，以致于保罗一世建议让傀儡环游欧洲，肯佩伦勉强答应了。

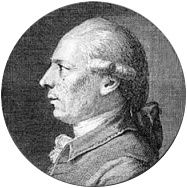
法兰索瓦·菲利多尔于1783年在巴黎战胜了土耳其行棋傀儡。

土耳其行棋傀儡于1783年开始环游欧洲，首先在四月抵达法国。傀儡先到凡尔赛，输给了Charles Godefroy de La Tour d'Auvergne。然后于1783年5月到巴黎展出。在巴黎，傀儡跟许多棋手下了棋，包括跟一名叫伯纳德先生的律师下棋，他是国际象棋二等高手。大家纷纷要求傀儡跟法兰索瓦·菲利多尔下棋，他在当时被认为是最好的棋手。到了Café de la Régence，傀儡与许多最强劲的棋手下棋，经常都输了，直到在法国科学院才跟菲利多尔下了一盘。菲利多尔虽然赢了，但他对儿子说“这盘棋可真累人啊！”在巴黎的最后一盘棋是跟本杰明·富兰克林下的，他是美国的驻法国大使。富兰克林说他非常喜欢跟傀儡下棋，从此便对傀儡感上了兴趣，在他的个人图书馆裏收藏了一本Philip Thicknesse写的书《The Speaking Figure and the Automaton Chess Player, Exposed and Detected》。
在巴黎展出之后，肯佩伦把傀儡带到伦敦，以每天五个先令的价格展出。Thicknesse，当时是一个怀疑主义者，特意把傀儡找出来，想看看机器内部是什么样子。虽然他尊称肯佩伦为“一个非常有独创性的人”，他还是宣称傀儡是一个精心制作的骗局，里面藏着一个小孩，并形容机器“结构非常复杂……跟其他精巧的装置一样，误导、欺骗观众”。
在伦敦待了一年以后，肯佩伦和傀儡到了莱比锡，中途经过了多个欧洲城市。然后又到德累斯顿，Joseph Friedrich Freiherr von Racknitz观看了傀儡，并出版了一本书《Ueber den Schachspieler des Herrn von Kempelen, nebst einer Abbildung und Beschreibung seiner Sprachmachine》，也根据自己的猜测绘制了一些关于傀儡的运作情况的图解。接着肯佩伦收到了腓特烈二世的一封信，邀请他到波茨坦无忧宫。据说腓特烈太喜欢傀儡了，不惜付给肯佩伦大笔钱，以获得傀儡的秘密。腓特烈一直没有泄露秘密，但他知道机器是怎样运作的以后，感到大失所望。（这个故事是19世纪才出现的，几乎不足凭信，没有任何证据显示腓特烈曾见过傀儡；还有故事说傀儡曾跟英格兰乔治三世下过棋，也是不正确的。）最有可能的是，傀儡一直放在美泉宫，待了二十年，后来肯佩伦曾试图把它卖掉，但没有成功。肯佩伦在1804年3月26日逝世，享年七十岁。

## 梅尔策尔与傀儡
从肯佩伦逝世到1808年的四年期间，土耳其行棋傀儡一直没有展出。1808年，肯佩伦的儿子决定把傀儡卖给約翰·內波穆克·梅爾策爾，他是一名巴伐利亚音乐家，对许多机器抱有兴趣，曾经发明过一种节拍器。梅尔策尔过去曾尝试过把傀儡买下来，但因肯佩伦的出价高达两万法郎而失败；这一次，肯佩伦的儿子以一万法郎的价格卖给了梅尔策尔。
得到了傀儡以后，梅尔策尔首先要知道其秘密，并作出了一些修理，使其恢复运作。他声称要让傀儡的秘密更难被识破。这一计划花了十年完成，期间仍偶尔露面，最著名的一次，是跟拿破仑·波拿巴的对弈。
1809年，拿破仑来到美泉宫跟傀儡下棋。一位目击者表示，梅尔策尔承担了把傀儡重建的责任，傀儡在下棋前跟拿破仑敬礼。许多出版物记述了棋局的详情，其中不少是自相矛盾的。据布拉德利·埃瓦尔特所说，傀儡坐在柜子跟前，拿破仑坐在另外一张桌子前。拿破仑和傀儡的地带用绳子隔开，谁也不准进到对方的地带裏。而梅尔策尔则不断往返双方的地带，为他们移动棋子，并允许观众清楚看到棋局。令人惊讶的是，本来应该傀儡先走，可是这回拿破仑先走了；但梅尔策尔让他们继续下棋。不久，拿破仑就犯规了。看到对方犯规，傀儡立刻把犯规的棋子放回原处，并继续对弈。拿破仑再次犯规，傀儡把犯规的棋子拿走。第三次犯规时，傀儡便把胳膊一挥，棋子散落在地。拿破仑大喜，又跟傀儡下了一盘。只下了十九个回合，拿破仑就认输了。也有故事说拿破仑对输给傀儡感到很不高兴，后来又跟它玩了两局，一局把一块磁铁放在棋盘上，一局用纱布包住傀儡的头，以阻挡其视线。
1811年，梅尔策尔把傀儡带到米兰，跟欧仁·德·博阿尔内对弈，他是威尼斯王子和意大利的总督。博阿尔内非常喜欢跟傀儡下棋，要把它买下。经过一系列讨价还价，博阿尔内以三万法郎的代价终于获得了傀儡，并保存了四年。1815年，梅尔策尔回到博阿尔内那里，要把傀儡买回来。双方达成了协议，梅尔策尔以后在欧洲继续展览并赚够了三万法郎，将还给博阿尔内，在此期间不把傀儡带出欧洲。

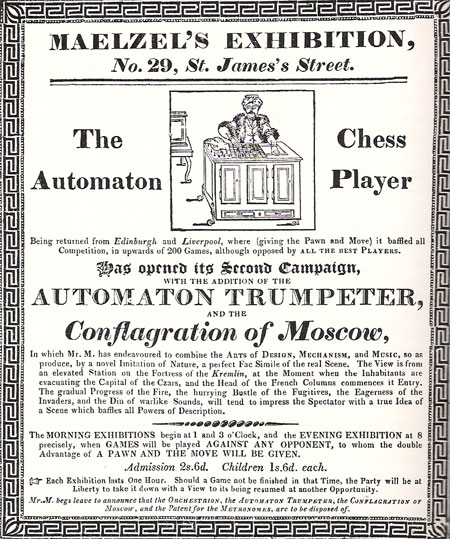
土耳其行棋傀儡的广告

梅尔策尔把傀儡买回来以后，把它带回巴黎，在Café de la Régence结识了许多一流的棋手。1818年，梅尔策尔和傀儡又到伦敦，继续举办展出，同时也展览了他制造的一些其他的机器。在伦敦，梅尔策尔受到报刊好评，同时他也继续对机器进行改良，安装了一个能说“将军！”的话匣子。
1819年，梅尔策尔带着傀儡环游英国。他作出了一些新的改进，包括允许傀儡执黑棋，以及让对方一个象前兵。这个让兵引起了对傀儡更大的兴趣，W·J·亨尼曼写了一本书，专门记述傀儡的让兵对局。尽管如此，傀儡还是赢了四十五局，输了三局，平了两局。

## 梅尔策尔在美洲
虽然土耳其行棋傀儡的展览对梅尔策尔十分有利，他还是欠了博阿尔内的钱，被博阿尔内控告未能实践他们的承诺。梅尔策尔未能把傀儡卖掉而还债，把它和其他一些机器带到美国。1826年，傀儡在纽约展出，逐渐受人欢迎，许多报纸都作出了报导。傀儡的秘密遇到了可能被识破的危险。梅尔策尔的问题是找不到合适的操纵者。他来到美国之前曾经训练过一个不知名的妇女，但这位妇女棋术并不高。出于无奈，梅尔策尔只得把以前的操纵者威廉·施伦贝格尔召来，请他继续操纵傀儡。施伦贝格尔来到美国之前，梅尔策尔被迫限制傀儡只能下残局，使观众大感遗憾。
施伦贝格尔来了以后，傀儡在波士顿露面，梅尔策尔编造了一个谎言，说纽约的棋手只能下残局，波士顿的棋手才是更好的对手。在波士顿的几个星期十分成功，然后梅尔策尔和傀儡到费城待了三个月。接着再到巴尔的摩待了几个月，并下了许多盘棋，其中一盘输给了查尔斯·卡罗，美国独立宣言的签名者。不久传来消息，两位兄弟制造了他们自己的下棋装置，称为“沃克棋手”。梅尔策尔看了这台机器，试图把它买下，但没有成功，于是两台机器同时在美国展览了许多年。沃克棋手一直没有像土耳其行棋傀儡那样受人欢迎，逐渐就默默无闻了。
梅尔策尔继续在美国举办展出，1828年回到欧洲，1829年再到美国。1830年代，傀儡继续环游美国，到了密西西比河，还到了加拿大。在里士满，埃德加·爱伦·坡观看了傀儡，并于1836年4月出版了一篇散文《Maelzel's Chess Player》（梅尔策尔的棋手）。尽管这篇散文许多地方都有错，它仍然不失为一篇十分著名的散文。
后来梅尔策尔把傀儡带到古巴哈瓦那。在古巴，施伦贝格尔因黄热病而死，傀儡没有了操纵者。梅尔策尔感到十分沮丧，把傀儡带回到费城，后来又再到哈瓦那。1838年，梅尔策尔在回程的路上病逝，享年66岁，傀儡和其他机器留给了船长。

## 晚年
回到费城后，土耳其行棋傀儡和其他机器落入了梅尔策尔的一位朋友约翰·奥尔的手里。奥尔想把傀儡拍卖掉，但由于报价过低，最终以四百美元的价格自己买下了。后来费城的约翰·基尔斯利·米切尔博士到了奥尔那里，傀儡再度易手。米切尔是埃德加·爱伦·坡的私人医生，十分羡慕土耳其行棋傀儡，他成立了一个修理俱乐部，把傀儡又作出了一番修理，于1840年完成。
由于傀儡越来越出名了，米切尔决定把机器捐献给查尔斯·威尔森·皮尔的中国博物馆。开始时，傀儡仍偶尔作出表演，但后来逐渐被遗忘在了博物馆的角落。1854年7月5日，费城国家剧院起火，并殃及博物馆，把傀儡烧毁。米切尔相信，他“在熊熊的火焰中……听见了将要去世的朋友的临终遗言：‘将军！将军！！’”

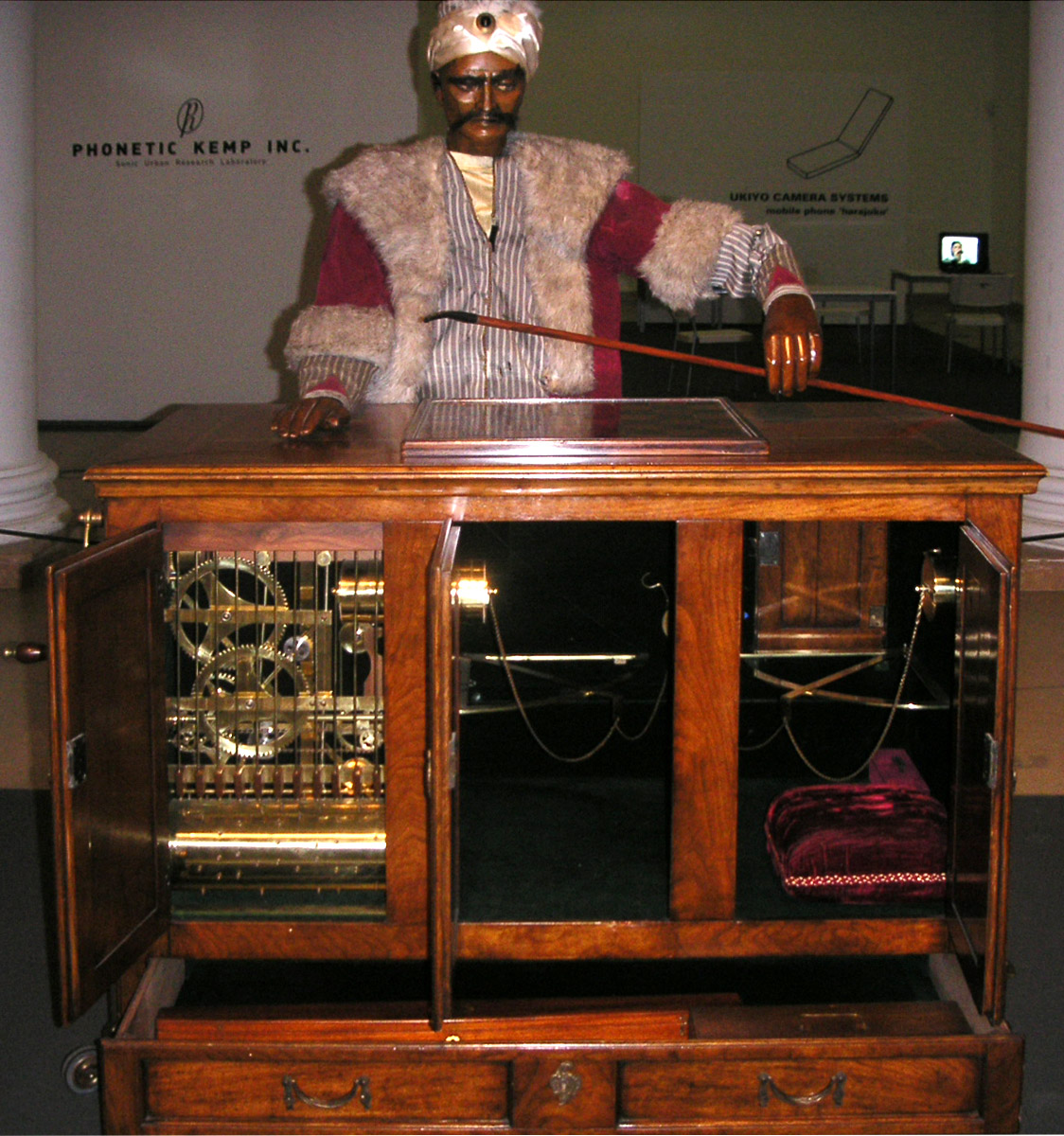
约翰·高根的傀儡

约翰·高根，一名洛杉矶的魔术道具制造商，花了十二万美元和五年的时间建造了一台与土耳其行棋傀儡相似的机器。这台机器用了原来土耳其行棋傀儡柜子上的棋盘，它跟傀儡不在一起放着，因此没有被烧毁。1989年11月，高根的机器在一个魔术历史的会议上首次展出。这台机器几乎跟土耳其行棋傀儡一模一样，但它是由计算机控制的。

## 揭密
坊間有許多著作介紹了土耳其行棋傀儡的運作方式，但大多的內容都是透過外部觀察因此並不準確。
雖然在1834年就由雜誌《Le Magasin pittoresque》首次提過機器運作的原理，但真正的真相卻要到西拉斯．米切爾的《西洋棋月刊》（The Chess Monthly）才全盤托出。 這位米切爾是土耳其行棋傀儡最終擁有者的兒子，他寫道：「從來沒有祕密保護得像土耳其行棋傀儡那麼好。即使多次猜中了部份機制，卻沒有一個能解開這個有趣的謎團」。既然傀儡已經在大火多燒毀，米切爾認為不再有任何理由向國際象棋愛好者隱瞞這個古老謎團的答案。

## 注解
1. 1 2 3 4 5 6 7  Ricky Jay, "The Automaton Chess Player, the Invisible Girl, and the Telephone," Jay's Journal of Anomalies, vol. 4 no. 4, 2000.
2. 1 2  Edgar Allan Poe, "Maelzel's Chess-Player," Southern Literary Journal, April 1836; available on the internet via the Edgar Allan Poe Society （页面存档备份，存于） of Baltimore, Maryland, URL accessed 19 December 2006.
3. 1 2  Karl Gottlieb von Windisch, Briefe über den Schachspieler von Kempelen nebst drey Kupferstichen die diese berühmte Maschine vorstellen, or Inanimate Reason; or, A Circumstantial Account of that Astonishing Piece of Mechanism, M. de Kempelen's Chess-Player, Now Exhibiting at No. 9 Savile-Row, Burlington Gardens (London, 1784); translation taken from Levitt.
4. ↑  Stephen Patrick Rice, Minding the Machine: Languages of Class in Early Industrial America (Berkeley, University of California Press, 2004), 12.
5. ↑  Tom Standage, The Turk: The Life and Times of the Famous Eighteenth-Century Chess-Playing Machine (New York: Walker, 2002), 22–23.
6. ↑  Jay's Journal中所述的尺寸，精确到半英尺（15厘米）。如果我们按照惯例，精确到5厘米的话，那么櫃子的尺寸大概是110×60×75 cm，棋盘的尺寸大概是50 cm2。
7. ↑  Standage, 24.
8. 1 2  Standage, 88
9. ↑  Standage, 24–27.
10. ↑  Standage, 195–199.
11. ↑  Standage, 202.
12. 1 2  Ernest Wittenberg, "Échec! （页面存档备份，存于）," American Heritage Magazine, 1968. 于2007年1月1日访问。
13. ↑  Thomas Leroy Hankins and Robert J. Silverman, Instruments and the Imagination (Princeton, N.J.: Princeton University Press, 1995), 191.
14. ↑  Gerald M. Levitt, The Turk, Chess Automaton (Jefferson, N.C.: McFarland, 2000), 40.
15. ↑  Levitt, 147–150.
16. ↑  Sound: Standage, 27–9. Facial expressions: George Atkinson, Chess and Machine Intuition (Exeter: Intellect, 1998), 15–16.
17. ↑  Standage, 203–204.
18. ↑  Standage, 24–17.
19. ↑  Levitt, 17.
20. ↑  Louis Dutens, 来自Le Mercure du France中出版的一封信（巴黎，大约1770年10月；后来翻译成英文，在Gentleman's Magazine（伦敦）中重印；由Levitt翻译。
21. ↑  Standage, 30.
22. 1 2  Standage, 30–31.
23. ↑  Standage, 204–205
24. ↑  Levitt, 33–34.
25. ↑  Standage, 37.
26. ↑  Standage, 36–38.
27. ↑  Standage, 40–42.
28. ↑  Standage, 44–45.
29. ↑  Standage, 49.
30. ↑  Levitt, 26.
31. ↑  Levitt, 27–29.
32. ↑  Levitt, 30–31.
33. ↑  Philip Thicknesse, The Speaking Figure and the Automaton Chess Player, Exposed and Detected (London, 1794), 在Levitt的The Turk, Chess Automaton中引用。
34. ↑  Levitt, 33–37.
35. ↑  Standage, 90-91
36. ↑  Levitt, 37–38.
37. ↑  Levitt, 38–39.
38. ↑  Levitt, 30.
39. ↑  Standage, 105–106.
40. ↑  Bradley Ewart, Chess: Man vs. Machine (London: Tantivy, 1980).
41. ↑  Levitt, 39–42.
42. ↑  Levitt, 42–23.
43. ↑  Levitt, 45.
44. ↑  Levitt, 45–48.
45. ↑  Standage, 125.
46. ↑  W. J. Hunneman, Chess. A Selection of Fifty Games, from Those Played by the Automaton Chess-Player, During Its Exhibition in London, in 1820 (1820); quotation taken from Levitt.
47. ↑  Levitt, 49.
48. ↑  Levitt, 68–69.
49. ↑  Levitt, 69.
50. ↑  Levitt, 71–83.
51. ↑  Levitt, 83–86.
52. ↑  Levitt, 87–91.
53. ↑  Levitt, 92–93.
54. ↑  Levitt, 94–95.
55. ↑  Levitt, 97.
56. 1 2  西拉斯·威爾·米切爾（Silas Weir Mitchell）, "The Last of a Veteran Chess Player," The Chess Monthly, 1857年1月；在Levitt的The Turk, Chess Automaton中重印。
57. ↑  Levitt, 243.
58. ↑  Standage, 216–217.
59. ↑  羅勃．桑德斯（Rob Saunders）;  et al. . 里斯本，葡萄牙: Proceedings of the International Conference on Computational Creativity. 2010: 101. CiteSeerX 10.1.1.1085.1952 . ISBN 9789899600126.
60. ↑  Levitt, 236.